# Nowdūzaq
Nowdūzaq (persiska: نودوزق) är en ort i Iran.   Den ligger i provinsen Östazarbaijan, i den nordvästra delen av landet, 400 km nordväst om huvudstaden Teheran. Nowdūzaq ligger 1 482 meter över havet och antalet invånare är 189.
Terrängen runt Nowdūzaq är kuperad åt nordväst, men åt sydost är den platt. Terrängen runt Nowdūzaq sluttar söderut.Runt Nowdūzaq är det ganska glesbefolkat, med 40 invånare per kvadratkilometer. Närmaste större samhälle är Tark, 8,2 km öster om Nowdūzaq. Trakten runt Nowdūzaq består i huvudsak av gräsmarker.